# Pedro de Valdivia

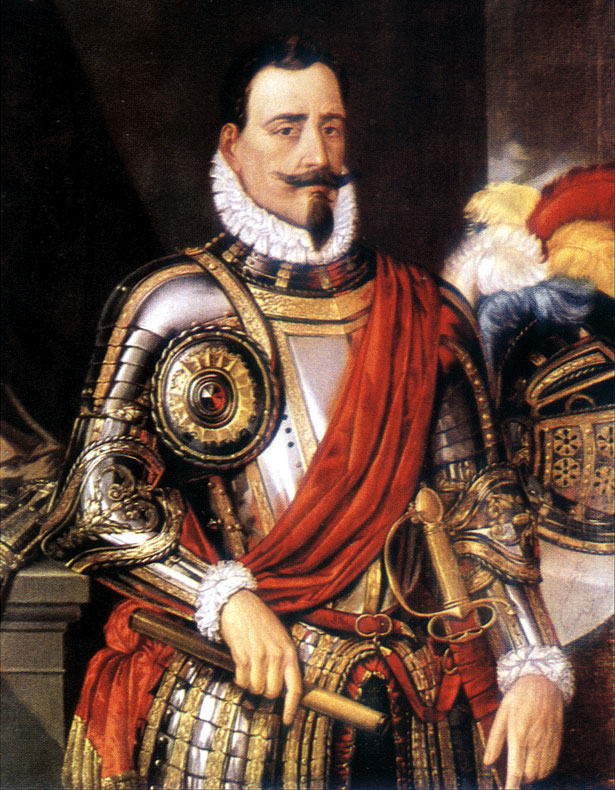
Pedro de Valdivia
(1854), Federico Madrazo

Pedro de Valdivia (Castuera (Badajoz) Spanje, 1497 of 1500 - Tucapel, Chili, 24 december 1553) was een Spaanse conquistador en gouverneur van Chili.
In 1520 begon zijn militaire carrière onder keizer Karel V in Frankrijk en Italië.
In 1535 nam hij deel aan een expeditie van Juan Fernández de Alderete naar Venezuela.  Hij trok vervolgens met Francisco Pizarro naar Mexico en nam deel aan verschillende expedities naar Peru, waar hij heer werd van de vallei van de Canela.
Hij trok in 1540 verder naar Chili, waarbij hij de route van Diego de Almagro volgde door de Atacama-woestijn. Hij stichtte een aantal nederzettingen, waaronder Santiago samen met Inés Suarez in 1541.
Hij verkreeg de titel van gouverneur van Chili na steun aan de onderkoning van Peru tegen een opstand.
De nieuwe kolonie had het moeilijk: de Mapuches kon men niet verder terugdringen dan de rivier Bío-Bío, alwaar Concepción in 1549 werd gesticht, en er werd slechts een weinig goud gevonden. Bovendien had het een geïsoleerde ligging.
In 1553 revolteerden de Araucanen (onder Lautaro).  Valdivia viel bij de belegering van het fort Tucapel.